# 鈍吻翼喉盤魚
鈍吻翼喉盤魚，又稱鈍吻鰭鱔（學名：Alabes obtusirostris）為輻鰭魚綱喉盤魚目喉盤魚科的其中一種，分布於東印度洋澳洲海域，棲息深度28至65公尺，體長可達4.6公分，屬底棲性魚類，生活在沙底質海域，生活習性不明。
其种加词“obtusirostris”意为“钝吻的”。